# Théorème de Keeler
Pour les articles homonymes, voir Keeler.
Le théorème de Keeler, ou théorème de Futurama, est un théorème mathématique de théorie des groupes et de combinatoire. Il est développé en 2010 par le mathématicien et scénariste Ken Keeler pour un épisode de la série Futurama.
Ce théorème démontre que dans un ensemble fini, pour toute permutation effectuée entre les éléments, il est possible de revenir à la configuration initiale en ajoutant deux nouveaux éléments puis en effectuant une série de permutations d'un de ces deux éléments avec un des éléments de l'ensemble de départ, en sachant que chacune de ces permutations ne peut être effectuée qu'une fois.

## Contexte

### Le Prisonnier de Benda
Dans le dixième épisode de la sixième saison de Futurama intitulé Le Prisonnier de Benda, le Professeur Farnsworth et Amy Wong construisent une machine pour échanger les corps ; d'autres personnages échangent également leurs corps entre eux. Cependant, ils se rendent compte que la machine ne peut échanger qu'une fois la même paire de corps. Avec l'aide d'habitants de la planète des Globetrotters, les personnages peuvent revenir dans leurs corps d'origine,.

### Résolution du problème
Alors qu'ils écrivaient l'épisode, les auteurs se sont rendu compte qu'ils avaient également créé un problème mathématique. Le lendemain, Ken Keeler, titulaire d'un doctorat en mathématiques et scénariste principal du Prisonnier de Benda, est arrivé avec le théorème permettant de résoudre l'intrigue. Pour Keeler, faire apparaître la preuve complète à l'écran est un moyen de populariser les mathématiques parmi les jeunes. Grâce à ce théorème, il a gagné le Writers Guild of America Awards du « Meilleur scénario pour une série télévisée comique (en) » en 2011 (en).
Dans son livre Les mathématiques des Simpson, Simon Singh le nomme « Théorème de Keeler », bien que Keeler ne le considère comme pas assez important pour être un théorème et préfère parler de « preuve ».

## Énoncé
L'énoncé du théorème n'a jamais été mathématiquement formulé par l'épisode, contrairement à sa preuve. Il peut par exemple s'écrire comme suit :

« Soit {\displaystyle \pi \in S_{n}}. Alors il existe {\displaystyle \sigma \in S_{n+2}} produit de transpositions distinctes de {\displaystyle S_{n+2}-S_{n}} tel que {\displaystyle \pi \circ \sigma =id}. »

## Preuve
La preuve de l'énoncé est donnée dans son intégralité dans l'épisode. Toute permutation pouvant être décomposée en permutations circulaires disjointes, il est possible de démontrer le théorème pour un k-cycle sans perdre sa généralité.
Soit {\displaystyle \pi } un k-cycle du groupe symétrique {\displaystyle S_{n}} qui s'écrit sous la forme {\displaystyle \pi ={\begin{pmatrix}1&2&\dots &k&k+1&\dots &n\\2&3&\dots &1&k+1&\dots &n\end{pmatrix}}}.
On note {\displaystyle \langle a,b\rangle } la transposition des éléments {\displaystyle a} et {\displaystyle b}, puis on introduit deux nouveaux éléments {\displaystyle \{x,y\}} tels qu'on obtient {\displaystyle \pi '={\begin{pmatrix}1&2&\dots &k&k+1&\dots &n&x&y\\2&3&\dots &1&k+1&\dots &n&x&y\end{pmatrix}}}.
Pour tout {\displaystyle i} allant de {\displaystyle 1} à {\displaystyle k}, on pose {\displaystyle \sigma } la série de transpositions : {\displaystyle \sigma =(\langle x,1\rangle \langle x,2\rangle \dots \langle x,i\rangle )(\langle y,i+1\rangle \langle y,i+2\rangle \dots \langle y,k\rangle )(\langle x,i+1\rangle )(\langle y,i\rangle )}.
On remarque que chaque transposition de {\displaystyle \sigma } est composée d'un élément de {\displaystyle S_{n}} et d'un élément de {\displaystyle \{x,y\}}, donc il n'y a aucune répétition avec les permutations ayant créé {\displaystyle \pi } ni avec la transposition {\displaystyle \langle x,y\rangle }.
Ceci permet d'obtenir que {\displaystyle \pi '\circ \sigma ={\begin{pmatrix}1&2&\dots &k&k+1&\dots &n&x&y\\1&2&\dots &k&k+1&\dots &n&y&x\end{pmatrix}}}. Autrement dit, {\displaystyle \sigma } inverse le k-cycle {\displaystyle \pi } et intervertit {\displaystyle x} et {\displaystyle y}.
Ainsi, toute permutation de {\displaystyle S_{n}} peut être inversée, en la décomposant sous forme d'un ou plusieurs k-cycles. Puis, si besoin, il est possible d'appliquer la transposition {\displaystyle \langle x,y\rangle }.

## Applications

### Généralisation
En 2016, Jennifer Elder et Oscar Vega publient Generalizing the Futurama Theorem dans lequel, en plus de donner une autre preuve au théorème de Keeler, généralisent son fonctionnement dans le cas de permutation de p-cycle où p est un nombre premier différent de 2. Dans le cas particulier d'un 3-cycle, il est possible d'inverser la permutation à l'aide d'un seul élément extérieur. Dans les autres cas, il y a toujours la possibilité d'inverser la permutation à l'aide d'éléments extérieurs.

### Amélioration
En 2012, Lihua Huang et al. développent un algorithme plus efficace quant à la permutation d'éléments, basé sur l'algorithme de Keeler. Ces deux algorithmes possèdent en fait la même complexité en {\displaystyle O(t^{2})},, et en 2014, ils cherchent le nombre minimal de permutations nécessaire. Dans la même étude, ils s'intéressent à l'épisode Transfert de la saison 2 de Stargate SG-1 qui propose un scénario similaire à l'épisode de Futurama. En 2023, Alexandra Barta et al. trouvent une solution plus efficace pour un 3-cycle.